# Torpille APR-3E
La torpille APR-3E est une torpille anti-sous-marine à tête chercheuse acoustique légère aéroportée, conçue par JSC Tactical Missiles Corporation de Russie pour attaquer les sous-marins actuels et futurs à une profondeur variant entre la surface et 800 mètres. Sa vitesse va jusqu’à 43 nœuds. Elle remplace l’ancienne torpille à tête chercheuse acoustique anti-sous-marine légère APR-2.
La torpille APR-3E est conçue pour être transportée par diverses plates-formes à voilure fixe et à voilure tournante, notamment le Tupolev Tu-142, l’Iliouchine Il-38, le Kamov Ka-27 et d’autres aéronefs. La torpille nécessite une profondeur d’eau d’au moins 100 mètres pour le largage initial et peut être déployée dans des conditions météorologiques allant jusqu’à une mer de force 6.
Une fois dans l’eau, les gouvernes de la torpille lui permettent de se déplacer en spirale à l’aide de la gravité sans démarrer le moteur. Au cours de cette étape, la tête chercheuse acoustique de la torpille recherche des cibles. Une fois la cible localisée, le moteur démarre. Le moteur-fusée à propergol solide garantit que la cible n’a que très peu (ou pas du tout) de temps pour réagir, augmentant ainsi la probabilité de destruction.
La version la plus récente de cette torpille est l’APR-3M, avec des caractéristiques qui n’ont pas été rendues publiques. Les essais de la APR-3M sont terminés, sa production en série a été lancée et ses livraisons au ministère de la Défense de la fédération de Russie ont commencé en mai 2019.
La Russie a acheté un petit nombre d’APR-3 pour sa marine, tandis que la Chine a été signalée comme le premier client à l’exportation lorsque l’APR-3E faisait partie du contrat d’achat par les Chinois d’avions anti-sous-marine Beriev Be-220.